# Nicolaas Bloembergen
Nicolaas Bloembergen (Dordrecht, 1920. március 11. – Tucson, Arizona, 2017. szeptember 5.) Nobel-díjas holland-amerikai fizikus.

## Élete
1981-ben fizikai Nobel-díjjal tüntették ki Arthur Leonard Schawlow-val a lézerspektroszkópia kidolgozásához való hozzájárulásukért.

## Díjai
- Oliver Buckley-díj (1958)[18]
- IEEE Morris N. Liebmann-emlékdíj (1959)[19]
- Stuart Ballantine-érem (1961)[19]
- Nemzeti Tudományos Érem (1974)[20]
- Lorentz-medál (1978)[21]
- fizikai Nobel-díj (1981)